# Beggar's Farm
«Beggar's Farm» es la tercera canción del primer álbum de los Jethro Tull, This Was.
Como anécdota, cabe destacar que el tema "Beggar's Farm" ("La granja del mendigo") se puede oír como fondo musical sobre el escenario en el reportaje filmado sobre el concierto de Woodstock.

## Intérpretes
- Ian Anderson: voz, flauta, armónica, claghorn y piano.
- Mick Abrahams: guitarra y guitarra de 9 cuerdas.
- Clive Bunker: batería, hooter, charm bracelet y percusión.
- Glenn Cornick: bajo.

## Versiones de "Beggar's Farm" realizadas por Jethro Tull
| Año  | Título                                                 | Autor                          | Interpretaciones | Tiempo | Álbum (CD) / EP / Single de referencia                      |
| ---- | ------------------------------------------------------ | ------------------------------ | ---------------- | ------ | ----------------------------------------------------------- |
| 1968 | "Beggar's Farm" (versión original)                     | (Mick Abrahams / Ian Anderson) |                  | 4:20   | This Was                                                    |
| 1992 | "Beggar's Farm" (octubre de 1992, Pullman, Washington) | (Ian Anderson)                 |                  | 5:21   | The 25th Anniversary Boxed Set (Disco Cuatro: "Pot Pourri") |

## Versión del tema incluido en el álbumThis Is!de Mick Abrahams
| #  | Título          | Autor                          | Tiempo |
| -- | --------------- | ------------------------------ | ------ |
| 9. | "Beggar's Farm" | (Mick Abrahams / Ian Anderson) | 4:16   |